# Peter-Josef Schallberger

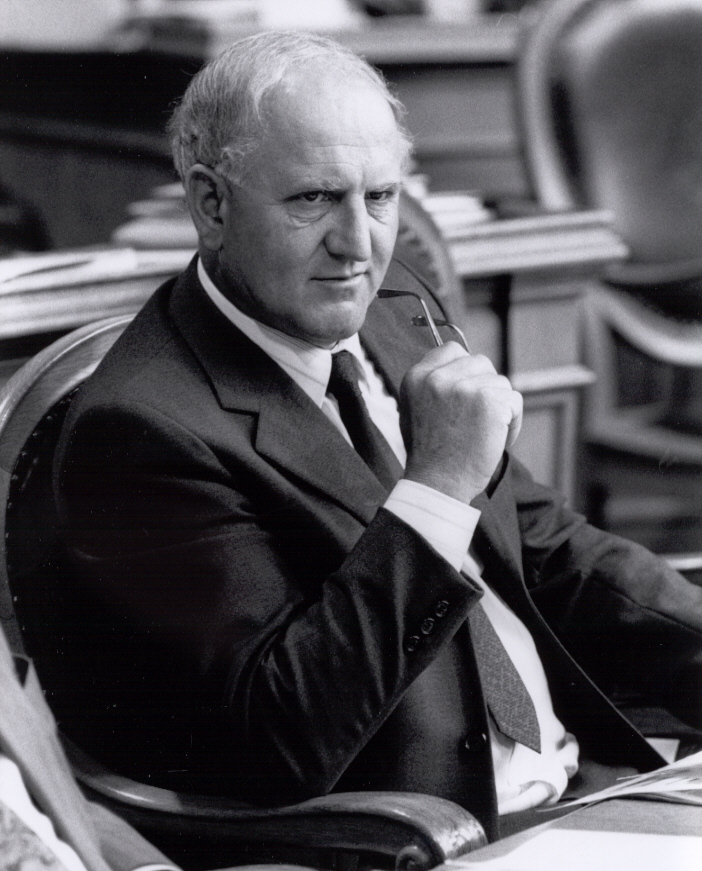
Peter Josef Schallberger im Ständerat (1990)

Peter-Josef Schallberger (* 19. Juli 1932 in Ennetmoos, Kanton Nidwalden; † 15. April 2010 ebenda) war ein Schweizer Politiker (CVP).

## Biografie
Peter-Josef Schallberger war der Sohn von Eduard Schallberger, des Gemeindepräsidenten von Ennetmoos. Er besuchte die Landwirtschaftsschule in Altdorf und übernahm 1959 den Hof seines Vaters am Rotzberg.
Schallberger präsidierte von 1960 bis 1970 den Nidwaldner Bauernverband, von 1974 bis 1995 war er Ausschussmitglied des Schweizerischen Bauernverbands und von 1988 bis 2003 der Schweizerischen Arbeitsgemeinschaft für die Berggebiete (seit 2003 Ehrenmitglied). Von 1977 bis 1979 war er ausserdem Innerschweizer Bauernlandammann. 
Er war von 1964 bis 1969 Schulkassierer (Mitglied des Schulrats) in Ennetmoos. Zugleich war er von 1966 bis 1970 Strafrichter. Seine politische Laufbahn begann er als Vertreter der CVP 1968 mit der Wahl zum Gemeindepräsidenten von Ennetmoos, ein Amt, das er bis 1984 innehatte. 1970 wurde er zum Mitglied des Landrates des Kantons Nidwalden gewählt und gehörte diesem bis 1990 an. Im Anschluss wurde er 1990 als Nachfolger von Norbert Zumbühl zum Vertreter des Kantons Nidwalden im Ständerat gewählt, dem er bis 1999 angehörte. Während seiner Mitgliedschaft war er unter anderem Mitglied und zeitweise auch Präsident der Kommission für Umwelt, Raumplanung und Energie (UREK). Nachfolgerin im Ständerat wurde Marianne Slongo.